# Medalla de Francysk Skaryna
La medalla de Francysk Skaryna (en bielorruso: Медаль «Францыска Скарыны») es una condecoración estatal de la República de Bielorrusia. Fue establecida el 20 de abril de 1989 mediante el decreto n.º 2675-Xl del Sóviet Supremo de la RSS de Bielorrusia. Se otorga por logros excelentes en la actividad profesional, contribución personal significativa al desarrollo y aumento del potencial espiritual e intelectual y el patrimonio cultural del pueblo bielorruso.

## Historia
La medalla de Francysk Skaryna es la más antigua de las que actualmente están en vigor en Bielorrusia. Fue establecida el 20 de abril de 1989 mediante el decreto n.º 2675-Xl del Sóviet Supremo de la RSS de Bielorrusia. La posición de la medalla en el orden de precedencia fue posteriormente modificado por el Decreto N.º 3727-Xll  del Consejo Supremo de Bielorrusia del 13 de abril de 1995. En ese momento se colocó después de la Medalla al Mérito Laboral en lugar de seguir las condecoraciones de la extinta Unión Soviética. La medalla fue restablecida por la Ley de la República de Bielorrusia N.º 49-3 del 2 de julio de 1997. Actualmente, la medalla está regulada por la Ley «Sobre los Premios Estatales de la República de Bielorrusia» N.º 288-3 del 18 de mayo de 2004 que también regula los demás premios bielorrusos.

## Criterios de concesión
La Medalla de Francysk Skaryna se otorga a científicos, profesores y profesionales de la cultura por sus excelentes logros en sus actividades profesionales, una importante contribución personal al desarrollo y mejora del potencial espiritual e intelectual y al patrimonio cultural del pueblo bielorruso.
La insignia de la medalla se lleva en el lado izquierdo del pecho y, en presencia de otras órdenes y medallas de la República de Bielorrusia, se coloca justo después de la insignia de la Medalla al Mérito Laboral.

## Descripción

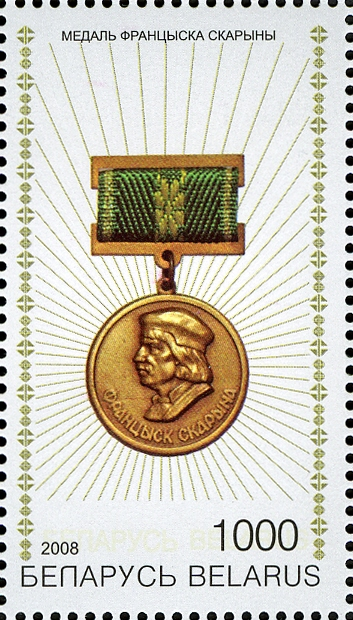
La Medalla de Francysk Skaryna en un sello de correos bielorruso de 2008, antes de la modificación que sufrió en 2017

La apariencia de la medalla se mantuvo sin cambios desde el momento de su establecimiento hasta el 25 de mayo de 2017. La primera descripción se registró en el Decreto del Presídium del Sóviet Supremo de la República Socialista Soviética de Bielorrusia n.º 2675-Xl del 20 de abril de 1989. A día de hoy, la descripción de la medalla ha sido reescrita nuevamente mediante el Decreto Presidencial n.º 168 del 8 de abril de 2005.
Es una medalla circular de tombac de 33 mm de diámetro y con un borde elevado por ambos lados
En el anverso presentaba un retrato en relieve del editor Francysk Skaryna y en la parte inferior de la circunferencia de la medalla la inscripción en relieve en bielorruso «Францыск Скарына». En el reverso de la medalla mostraba una imagen del sello de Francysk Skaryna.
Con la ayuda de un ojal y un eslabón ovalado, la medalla se conecta a un bloque rectangular, que tiene un hueco en ambos lados. Hay ranuras a lo largo de la base del bloque, su parte interior está cubierta con una cinta de muaré de seda verde de 24 milímetros de ancho. En el centro de la cinta hay una franja amarilla en forma de un ornamento nacional de 8 mm de ancho. La cinta está bordeada con un hilo dorado de 2 mm de ancho.

## Modificaciones posteriores
El Decreto del Presidente de la República de Bielorrusia N.º 184 del 25 de mayo de 2017, cambió significativamente la apariencia de la medalla. Ahora la medalla tiene la forma de un círculo con un diámetro de 33 mm. En el anverso de la medalla, en el centro, hay una imagen dorada en relieve de Francysk Skaryna y en la parte inferior de la circunferencia de la medalla la inscripción en bielorruso «Францыск Скарына». El reverso es completamente liso.
La medalla está conectada con un ojal y un anillo a un bloque rectangular de 48 milímetros de alto y 33 de ancho. En la parte inferior del bloque hay ramas de roble de color dorado. El bloque está cubierto con una cinta muaré de seda granate de 30 milímetros de ancho con dos franjas longitudinales de color dorado de 0,5 y 1,5 mm de ancho, ubicadas a una distancia de 1 milímetro del borde de la cinta. En el centro de la cinta está representado el sello de Skaryna.
La medalla está fabricada en tombac con partes plateadas y doradas.